# 左撇子女人
《左撇子女人》（德語：Die linkshändige Frau）是奥地利作家彼得·汉德克创作的小说，讲述了玛丽安娜突然和丈夫离婚后的生活。